# Баттл, Джемисон
Джемисон Пи Баттл (англ. Jamison P. Battle; род. 10 мая 2001, Роббинсдейл, Миннесота) — американский профессиональный баскетболист клуба НБА «Торонто Рэпторс».

## Карьера в школе
Бэттл играл в баскетбол за среднюю школу Деласалль в Миннеаполисе, штат Миннесота, где был товарищем по команде с Тайреллом Терри. Будучи выпускником, он набирал в среднем 21,2 очка и делал 9 подборов за игру, помогая своей команде выиграть титул штата в классе 3А.

## Карьера в колледже
Будучи новичком в команде «Джордж Вашингтон», Баттл в среднем набирал 11,8 очков и делал 5,2 подбора за игру и был включен в сборную новичков конференции Atlantic 10. Он установил рекорд программы за один сезон, набрав 89 трехочковых. 3 января 2021 года Баттл набрал рекордные 29 очков и сделал 7 подборов в победной игре против «Дюкейн Дакс» (75:73). Будучи второкурсником, он в среднем набирал 17,3 очков и делал 5,2 подбора за игру, попав в третью сборную конференции Atlantic 10. На свой третий сезон Баттл перешёл в «Миннесоту», чтобы играть под руководством главного тренера первого года Бена Джонсона. Баттл в среднем набирал 17,5 очков и делал 6,3 подбора за игру в качестве юниора. В выпускном классе он набирал в среднем 12,4 очка за игру. Бэттл перевелся в «Огайо Стэйт», где провёл свой последний студенческий сезон.
В своей последней игре, проигранной «Джорджии» на Национальном пригласительном турнире 2024 года, Баттл преодолел отметку в 2000 очков за карьеру.

## Профессиональная карьера

### Торонто Рэпторс/Рэпторс 905 (2024—н.в.)
После того, как Баттл не был выбран на драфте НБА 2024 года, 16 июля 2024 года Баттл подписал контракт с «Торонто Рэпторс», а 19 октября клуб конвертировал его сделку в двусторонний контракт. 27 ноября Баттл набрал рекордные в карьере 24 очка, реализовав 9 из 11 бросков, включая 6 из 8 трёхочковых, в гостевом победном матче против «Нью-Орлеан Пеликанс» (119-93). 7 февраля 2025 года контракт Баттла был конвертирован в стандартный трёхлетний контракт.

## Личная жизнь
Отец Баттла, Террелл, играл в баскетбол за университетскую команду «Уинстон-Сейлем Стэйт Рамс» и является генеральным менеджером в Life Time Fitness. Его младшая единокровная сестра, Амайя, играла в баскетбол за среднюю школу Хопкинса, а теперь играет за Университет Миннесоты.

## Статистика

### Статистика в НБА
| Сезон                                                                                    | Команда | Регулярный сезон | Регулярный сезон | Регулярный сезон | Регулярный сезон | Регулярный сезон | Регулярный сезон | Регулярный сезон | Регулярный сезон | Регулярный сезон | Регулярный сезон | Регулярный сезон | Серия плей-офф | Серия плей-офф | Серия плей-офф | Серия плей-офф | Серия плей-офф | Серия плей-офф | Серия плей-офф | Серия плей-офф | Серия плей-офф | Серия плей-офф | Серия плей-офф |
| Сезон                                                                                    | Команда | GP               | GS               | MPG              | FG%              | 3P%              | FT%              | RPG              | APG              | SPG              | BPG              | PPG              | GP             | GS             | MPG            | FG%            | 3P%            | FT%            | RPG            | APG            | SPG            | BPG            | PPG            |
| ---------------------------------------------------------------------------------------- | ------- | ---------------- | ---------------- | ---------------- | ---------------- | ---------------- | ---------------- | ---------------- | ---------------- | ---------------- | ---------------- | ---------------- | -------------- | -------------- | -------------- | -------------- | -------------- | -------------- | -------------- | -------------- | -------------- | -------------- | -------------- |
| 2024/25                                                                                  | Торонто | 59               | 10               | 17,7             | 42,9             | 40,5             | 88,9             | 2,7              | 0,9              | 0,3              | 0,2              | 7,1              | Не участвовал  | Не участвовал  | Не участвовал  | Не участвовал  | Не участвовал  | Не участвовал  | Не участвовал  | Не участвовал  | Не участвовал  | Не участвовал  | Не участвовал  |
|                                                                                          | Всего   | 59               | 10               | 17,7             | 42,9             | 40,5             | 88,9             | 2,7              | 0,9              | 0,3              | 0,2              | 7,1              | Не участвовал  | Не участвовал  | Не участвовал  | Не участвовал  | Не участвовал  | Не участвовал  | Не участвовал  | Не участвовал  | Не участвовал  | Не участвовал  | Не участвовал  |
| Наведите курсор мыши на аббревиатуры в заголовке таблицы, чтобы прочесть их расшифровку. |         |                  |                  |                  |                  |                  |                  |                  |                  |                  |                  |                  |                |                |                |                |                |                |                |                |                |                |                |

### Статистика в Джи-Лиге
| Сезон                                                                                    | Команда     | Регулярный сезон | Регулярный сезон | Регулярный сезон | Регулярный сезон | Регулярный сезон | Регулярный сезон | Регулярный сезон | Регулярный сезон | Регулярный сезон | Регулярный сезон | Регулярный сезон | Серия плей-офф | Серия плей-офф | Серия плей-офф | Серия плей-офф | Серия плей-офф | Серия плей-офф | Серия плей-офф | Серия плей-офф | Серия плей-офф | Серия плей-офф | Серия плей-офф |
| Сезон                                                                                    | Команда     | GP               | GS               | MPG              | FG%              | 3P%              | FT%              | RPG              | APG              | SPG              | BPG              | PPG              | GP             | GS             | MPG            | FG%            | 3P%            | FT%            | RPG            | APG            | SPG            | BPG            | PPG            |
| ---------------------------------------------------------------------------------------- | ----------- | ---------------- | ---------------- | ---------------- | ---------------- | ---------------- | ---------------- | ---------------- | ---------------- | ---------------- | ---------------- | ---------------- | -------------- | -------------- | -------------- | -------------- | -------------- | -------------- | -------------- | -------------- | -------------- | -------------- | -------------- |
| 2024/25                                                                                  | Рэпторс 905 | 17               | 17               | 28,4             | 50,3             | 45,7             | 81,8             | 4,4              | 1,4              | 0,5              | 0,3              | 12,4             | Не участвовал  | Не участвовал  | Не участвовал  | Не участвовал  | Не участвовал  | Не участвовал  | Не участвовал  | Не участвовал  | Не участвовал  | Не участвовал  | Не участвовал  |
|                                                                                          | Всего       | 17               | 17               | 28,4             | 50,3             | 45,7             | 81,8             | 4,4              | 1,4              | 0,5              | 0,3              | 12,4             | Не участвовал  | Не участвовал  | Не участвовал  | Не участвовал  | Не участвовал  | Не участвовал  | Не участвовал  | Не участвовал  | Не участвовал  | Не участвовал  | Не участвовал  |
| Наведите курсор мыши на аббревиатуры в заголовке таблицы, чтобы прочесть их расшифровку. |             |                  |                  |                  |                  |                  |                  |                  |                  |                  |                  |                  |                |                |                |                |                |                |                |                |                |                |                |

### Статистика в NCAA
| Сезон | Команда          | Conf             | Class            | GP  | GS  | MPG  | FG%  | 3P%  | FT%  | RPG | APG | SPG | BPG | PPG  |
| --- | ---------------- | ---------------- | ---------------- | --- | --- | ---- | ---- | ---- | ---- | --- | --- | --- | --- | ---- |
| 2019/20 | Джордж Вашингтон | A-10             | FR               | 32  | 30  | 35,3 | 39,9 | 36,6 | 84,6 | 5,2 | 0,6 | 0,4 | 0,4 | 11,8 |
| 2020/21 | Джордж Вашингтон | A-10             | SO               | 15  | 15  | 36,5 | 47,5 | 35,4 | 78,7 | 5,2 | 0,7 | 0,9 | 0,3 | 17,3 |
| 2021/22 | Миннесота        | Big Ten          | JR               | 29  | 29  | 36,7 | 45,0 | 36,6 | 75,9 | 6,3 | 1,0 | 0,4 | 0,4 | 17,5 |
| 2022/23 | Миннесота        | Big Ten          | JR               | 27  | 27  | 35,6 | 37,1 | 31,1 | 78,1 | 3,8 | 1,7 | 0,6 | 0,4 | 12,4 |
| 2023/24 | Огайо Стэйт      | Big Ten          | SR               | 35  | 35  | 31,4 | 46,9 | 43,3 | 92,6 | 5,2 | 1,4 | 0,4 | 0,2 | 15,3 |
| Всего | Всего            | Всего            | Всего            | 138 | 136 | 34,8 | 43,1 | 36,9 | 83,3 | 5,2 | 1,1 | 0,5 | 0,4 | 14,6 |
| Джордж Вашингтон | Джордж Вашингтон | Джордж Вашингтон | Джордж Вашингтон | 47  | 45  | 35,7 | 42,9 | 36,3 | 81,8 | 5,2 | 0,6 | 0,6 | 0,4 | 13,5 |
| Миннесота | Миннесота        | Миннесота        | Миннесота        | 56  | 56  | 36,2 | 41,4 | 33,9 | 76,6 | 5,1 | 1,3 | 0,5 | 0,4 | 15,1 |
| Огайо Стэйт | Огайо Стэйт      | Огайо Стэйт      | Огайо Стэйт      | 35  | 35  | 31,4 | 46,9 | 43,3 | 92,6 | 5,2 | 1,4 | 0,4 | 0,2 | 15,3 |
| Наведите курсор мыши на аббревиатуры в заголовке таблицы, чтобы прочесть их расшифровку Статистика приведена с сайта sports-reference.com |                  |                  |                  |     |     |      |      |      |      |     |     |     |     |      |